# Kina-drvo
Kina-drvo (lat. Cinchona), rod broćevki smješten u tribus Cinchoneae dio potporodice Cinchonoideae. Sastoji se od 24 vrste u Južnoj Americi, poglavito po Andama
Rod je opisan u Species Plantarum 1: 172. 1753. Tipična je vrsta Cinchona officinalis L.

## Opći opis
Rod Cinchona ima oko oko dvadesetak vrsta biljaka, uglavnom drveća, u porodici Rubiaceae, porijeklom iz Anda u Južnoj Americi. Kora nekih vrsta sadrži kinin i korisna je protiv malarije. Tijekom 300 godina između njegovog uvođenja u zapadnu medicinu i njegove medicinske uporabe tijekom Prvog svjetskog rata, kinin iz cinchona bio je jedini učinkovit lijek za malariju.

## Fizičke karakteristike
Stabla kinina su zimzelena s jednostavnim, nasuprotno raspoređenim listovima. Cjevasti cvjetovi su mali i obično kremasto bijeli ili ružičasti. Cvjetovi se nalaze u vršnim grozdovima, a latice imaju karakteristično dlakave rubove. Plod je mala čahura.

## Povijest korištenja kinina
Malarija je vjerojatno bila nepoznata u Novom svijetu prije dolaska Europljana, ali cinchona je prilično brzo prepoznata kao učinkovit lijek za ovu bolest. Do 1650. pošiljke kore cinchona redovito su slane u Španjolsku iz njenih kolonija. Vješta uporaba "peruanske kore" od strane engleskog liječnika Thomasa Sydenhama (1624. – 1689.) pomogla je odvojiti malariju od drugih groznica i poslužila je kao jedna od prvih praksi specifične terapije lijekovima.
Dugi niz godina nije bilo jasno koje su vrste najbolji izvor učinkovite kore, a izvoz se često krivotvorio s korom drugog drveća. Godine 1820. ekstrahirani su i opisani prvi alkaloidi kinina i konačno je postalo moguće povezati različite vrste Cinchona s njihovim koncentracijama alkaloida. U roku od pet godina ekstrahirani alkaloidi postali su standardni tretman za malariju.
Eksplozija potražnje za kininom među Europljanima koji žive u tropima navela je nizozemske i britanske prirodoslovce da 1850-ih i 60-ih prokrijumčare sjeme cinchona iz Južne Amerike na plantaže u Aziji. Tamo su proveli intenzivna istraživanja koja su dovela do novih sojeva visokog prinosa i poboljšanih metoda obrade. Četiri vrste cinchona uzgajane su godinama, prvenstveno na Javi, a također i u Indiji i na Cejlonu (danas Šri Lanka) kao izvori kinina i kinidina, koji se uglavnom koristi za poremećaje srčanog ritma.

## Vrste
1. Cinchona anderssonii Maldonado
2. Cinchona antioquiae L.Andersson
3. Cinchona asperifolia Wedd.
4. Cinchona barbacoensis H.Karst.
5. Cinchona calisaya Wedd.
6. Cinchona capuli L.Andersson
7. Cinchona fruticosa L.Andersson
8. Cinchona glandulifera Ruiz & Pav.
9. Cinchona hirsuta Ruiz & Pav.
10. Cinchona krauseana L.Andersson
11. Cinchona lancifolia Mutis
12. Cinchona lucumifolia Pav. ex Lindl.
13. Cinchona macrocalyx Pav. ex DC.
14. Cinchona micrantha Ruiz & Pav.
15. Cinchona mutisii Lamb.
16. Cinchona nitida Ruiz & Pav.
17. Cinchona officinalis L.
18. Cinchona parabolica Pav.
19. Cinchona pitayensis (Wedd.) Wedd.
20. Cinchona pubescens Vahl
21. Cinchona pyrifolia L.Andersson
22. Cinchona rugosa Pav.
23. Cinchona scrobiculata Bonpl.
24. Cinchona villosa Pav. ex Lindl.
25. Cinchona ×boliviana Wedd.